# Wezelkapel

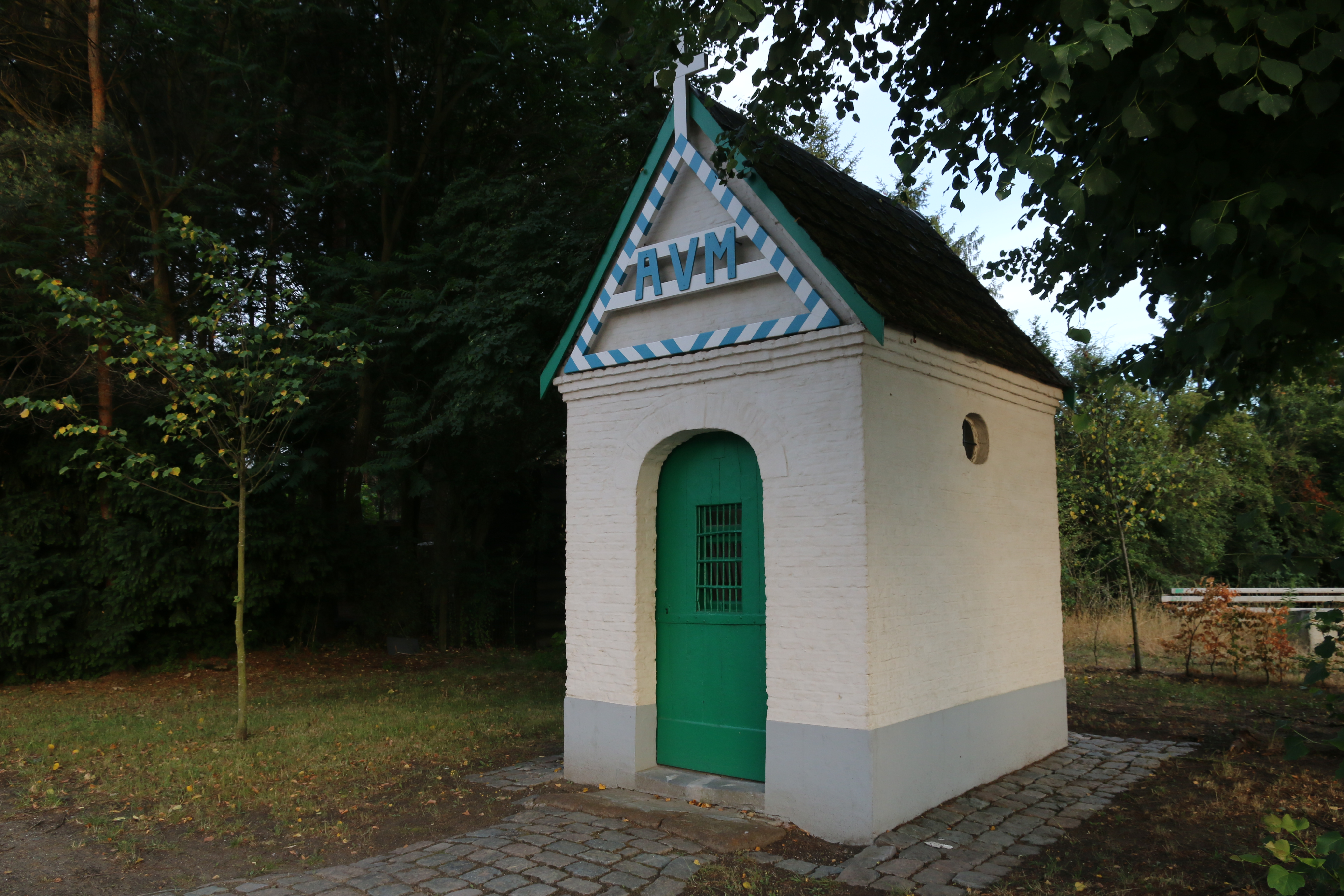
Wezelkapel

De Wezelkapel is een kapel in de tot de Antwerpse gemeente Herselt behorende plaats Blauberg, gelegen aan de Blaubergsesteenweg.
De kapel behoort bij het iets ten westen van de kom van Blauberg gelegen gehucht Wezel, dat al in 1213 werd vermeld. In 1727 werd de wens tot de bouw van een kapel uitgesproken. De precieze bouwdatum van deze kapel is onbekend, maar in 1763 werd hij al op kaarten vermeld.
De huidige kapel is gewijd aan Onze-Lieve-Vrouw en is een eenvoudig gebouwtje op rechthoekige plattegrond onder zadeldak, met recht afgesloten koor en een korfboogdeur als ingang. Het stamt vermoedelijk uit de 2e helft van de 19e eeuw.
Het interieur wordt overkluisd door een tongewelf.